# Chlorophorus eckweileri
Chlorophorus eckweileri là một loài bọ cánh cứng trong họ Cerambycidae.